# グドルン・エンスリン
グドルン・エンスリン（Gudrun Ensslin, 1940年8月15日 - 1977年10月18日）は、西ドイツのテロリスト、ドイツ赤軍の創設者、指導者の一人。4人の死者を出した5つの爆弾テロに関与したことによって1972年に逮捕された。シュトゥットガルトのシュタムハイム刑務所内において死亡。法医学者は彼女の死は自殺であると鑑定している。

## 家族
1940年8月15日、現在のバーデン＝ヴュルテンベルク州オストアルプ郡バルトロメで7人兄弟の4番目の子として生まれている。その後、家族はフライブルク近郊のトットリンゲン市に移り、彼女はその地で育った。彼女の父ヘルムート・エンスリンはルター派教会の牧師であった。父はスイスの神学者カール・バルトの影響を受けた牧師であり、ヴュルテンベルク地域で支配的であった保守的な敬虔主義とは疎通であった。彼女が逮捕された1972年、ヘルムートはシュトゥットガルト南部バート・カンシュタットにあるルター派教会（ヴュルテンベルク福音主義州教会）の牧師であった。左翼過激派テロリストの父親が教会の牧師であったため、ドイツ社会から注目を集めた。

## 生涯
グドルン・エンスリンは学校生徒時代、アメリカ合衆国に1年間交換留学している。1960年に中等教育修了資格であるアビトゥーアを取得。1960年から1963年までテュービンゲン大学で英語英文学、ドイツ文学、教育学を専攻する。その後、シュヴェービッシュ・グミュント教育大学に転学し、1964年、国民学校教師の国家試験に合格する。その後、当時の西ベルリンに行き、ベルリン自由大学にてドイツ文学を学んだ。彼女はドイツの作家でオルガン製作者でもあったハンス・ヘニー・ヤーンに関する博士論文を作成するためにドイツ民族研究財団からの博士論文関係奨学金を受ける。
1963年、大学の友人たち、さらに作家ベルンヴァルト・フェスパアと共に小さな出版社を立ち上げた。社名は「ステューディオ・ノイエ・リテラトゥーア」であった。そこでは原子爆弾に反対するドイツ語詩アンソロジー『死に逆らって』とスペイン人ジェラルド・ディエゴの詩集が出版されている。1965年、二人は一緒にドイツ連邦議会選挙の期間中、ドイツ社会民主党 (SPD)のヴィリー・ブラントを応援するドイツ作家集団のベルリン事務所で働いた。一方で二人はフェスパァの父親ヴィル(1962年死去）の遺した著作群の出版を試みたが、失敗に終わっている。ヴィルはナチスの熱心な支持者であり、ナチス・ドイツの焚書の際には中心的な役割を演じた人物であり、戦後もナチスの支持者であり続けた人物だったが、グドルンとベルンヴァルトらとも政治的な観点が一致していたからである。
1965年、妹のヨハンナがマルクス主義者の詩人であり、ルディ・ドゥチュケも加わっている新左翼系の前衛アートグループ「シチュアシオニスト・インターナショナル」(SI)に属し、カール・シュミットの研究者であるギュンター・マシュケと結婚、グドルンもベルンヴァルトと婚約する。
1966年、反ベトナム戦争、反西側を主張する冊子『the Voltaire Flugschriften』をベルンヴァルトらと出版。
1967年5月、ベルンヴァルトとの間に息子を儲ける。息子の名づけ親はルディ・ドゥチュケだった。しかし、息子の誕生の前後に既にベルンヴァルトとの関係は冷え切っていた。
1967年6月2日、西ベルリンでのイラン皇帝モハンマド・レザー・パフラヴィーに抗議する社会主義ドイツ学生連盟(SDS)などが主催したデモに参加。警官によるベンノ・オーネゾルクの殺害に遭遇する。その夜、SDSの大会で激しい抗議演説を行う。
この年の夏、アンドレアス・バーダーと出会い、恋に落ちたグドルンは翌年の1968年2月、ベルンヴァルトと息子を捨て、バーダーとともに出奔する。また、この頃、前衛映画『Das Abonnement』に出演している。
1968年4月2日、バーダー、他の二人とともにフランクフルトの2つの高級デパートを放火。死者は出なかったが、出入りしていた西ベルリンのヒッピー・コミューン「コムーネ1」のパンフレットに書かれていた「資本主義とブルジョワジーの生活スタイルの象徴であるデパートを客もろとも焼き払うことによって、ベトナムに於いて戦火に逃げ惑う人々と連帯できるのだ」という、前年の6月に起きたブリュッセルでのデパート火災（332人が死亡）にインスパイアされて書かれた詩に触発されたとされている。3日後逮捕され、保釈された二人は弁護士の手引きでイタリアに逃亡した。
1970年4月、密かに帰国したが、バーダーが逮捕される。しかし、新左翼系の評論家ウルリケ・マインホフに接近し、彼女の手引きでバーダーを脱獄させ、彼女や他の新左翼、そして「コムーネ1」、SIといったグループの活動家らとともに「バーダー・マインホフ・グルッペ」（後のドイツ赤軍）を組織する。そして銀行強盗や反学生運動キャンペーンで多くの学生やインテリからの憎悪の対象となっていたメディア王アクセル・シュプリンガーの新聞社ビルや米軍施設への爆弾攻撃などその名を轟かせることとなり、重要指名手配犯となった。バーダー、マインホフとともにヨルダンに逃れ、レバノンのPFLP訓練施設で戦闘訓練を受けたが、PFLFよりもウルグアイのツパマロスからの影響を強く受けたという説もある。
1971年5月、ベルンヴァルト・フェスパアが自殺。息子は里親のもとに預けられた。
1972年6月8日、ハンブルクで逮捕。

### ドイツの秋

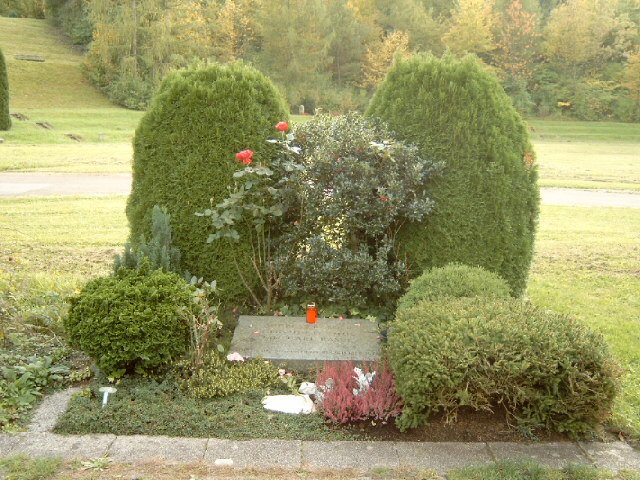
グドルン・エンスリンの墓

シュトゥットガルトのシュタムハイム刑務所に収監されたことでドイツ赤軍は壊滅したかに思われた。しかし弁護士で赤軍シンパのクラウス・クロワッサン（Klaus Croissant）とジークフリート・ハーク（Siegfried Haag）が組織の後継者となる「第二世代」のメンバーの勧誘と訓練などを行いながら、獄中の「第一世代」と面会しその声明をマスコミや支援者らに伝えていた。そして刑務所内での自由な活動を事実上許されていたメンバーらは、当局との激しい抗争を繰り広げた。獄外では奪還テロが激化。ドイツの秋と云われる激しいテロ抗争が始まった。
だがテロの失敗を知ったバーダーらとともに1977年10月18日に獄中で自殺。37歳だった。

### 資料、記録文献
- Gudrun Ensslin: „Zieht den Trennungsstrich jede Minute“. Briefe an ihre Schwester Christiane und ihren Bruder Gottfried aus dem Gefängnis 1972–1973. Herausgegeben von Christiane Ensslin und Gottfried Ensslin. Konkret-Literatur-Verlag, Hamburg 2005, ISBN 3-89458-239-1.
- Ulrike Meinhof: Bambule. Fürsorge – Sorge für wen? Nachwort von Klaus Wagenbach. Wagenbach, Berlin 1971. Neuauflage: Wagenbach, Berlin 2002, ISBN 3-8031-2428-X.
- Astrid Proll (Hrsg.): Hans und Grete. Die RAF 67–77. Steidl, Göttingen 1998, ISBN 3-88243-562-3. Aktualisierte Neuausgabe: Hans und Grete. Bilder der RAF 1967–1977. Aufbau-Verlag, Berlin 2004, ISBN 3-351-02597-1.
- Ulf G. Stuberger (Hrsg.): In der Strafsache gegen Andreas Baader, Ulrike Meinhof, Jan-Carl Raspe, Gudrun Ensslin wegen Mordes u.a. – Dokumente aus dem Prozess. Syndikat Buchgesellschaft, Frankfurt am Main 1977, ISBN 3-8108-0021-X. Neuauflage: Europäische Verlangsanstalt, Hamburg 2007, ISBN 978-3-434-50607-2.

### 解説書
- Stefan Aust: Der Baader-Meinhof-Komplex. Hoffmann und Campe, Hamburg 1985, ISBN 3-455-08253-X. Neuausgabe: Hoffmann und Campe, Hamburg 2008, ISBN 978-3-455-50029-5.
- Susanne Bressan, Martin Jander: Gudrun Ensslin. In: Wolfgang Kraushaar (Hrsg.): Die RAF und der linke Terrorismus. Hamburger Ed., Hamburg 2006, ISBN 3-936096-65-1, Bd. 1, S. 398–429.
- Michael Kapellen: Doppelt leben. Bernward Vesper und Gudrun Ensslin. Die Tübinger Jahre. Klöpfer und Meyer, Tübingen 2005, ISBN 3-937667-65-2.
- Gerd Koenen: Vesper, Ensslin, Baader. Urszenen des deutschen Terrorismus. Kiepenheuer und Witsch, Köln 2003, ISBN 3-462-03313-1.
- Klaus Pflieger: Die Rote-Armee-Fraktion. RAF. 14.5.1970 bis 20.4.1998. Nomos-Verlags-Gesellschaft, Baden-Baden 2004, ISBN 3-8329-0533-2.
- Ulf G. Stuberger: Die Tage in Stammheim. Als Augenzeuge beim RAF-Prozess. Herbig, München 2007, ISBN 978-3-7766-2528-8.
- Ulf G. Stuberger: Die Akte RAF. Taten und Motive, Täter und Opfer. Herbig, München 2008, ISBN 978-3-7766-2554-7.

### 関連する文学作品
- Christine Brückner: Kein Denkmal für Gudrun Ensslin. Rede gegen die Wände der Stammheimer Zelle. In: Dies.: Wenn du geredet hättest Desdemona. Ungehaltene Reden ungehaltener Frauen. Hoffmann und Campe, Hamburg 1983, ISBN 3-455-00366-4.
- Alban Lefranc: Des foules, des bouches, des armes. Melville, Scheer, Paris 2006, ISBN 2-915341-38-9 (Roman über Andreas Baader, Gudrun Ensslin, Bernward Vesper und die Entstehung der RAF; Interview über den Roman mit RFI Deutschland).
- Alban Lefranc: Angriffe. Drei Romane. Aus dem Französischen von Katja Roloff. Blumenbar Verlag, München 2008, ISBN 978-3-936738-43-8.

## 関連人物
- ウルリケ・マインホフ
- アンドレアス・バーダー

## 関連映画・演劇作品
- 映画『秋のドイツ』（1981年、ライナー・ヴェルナー・ファスビンダー、フォルカー・シュレンドルフ監督等のオムニバス)
- 映画『鉛の時代』(1981年、マルガレーテ・フォン・トロッタ監督。グドルン・エンスリンの妹をモチーフにしたフィクション作品)
- 戯曲『ウルリーケ・マリア・スチュアート』（Ulrike Maria Stuart、エルフリーデ・イェリネク、2006年）- ウルリケとグドルン・エンスリンとの関係をメアリー・スチュアートとエリザベス1世の関係になぞらえて描いた戯曲。
- 映画『バーダー・マインホフ/理想の果てに』（2008年、ウーリ・エーデル監督　ベアント・アイヒンガー脚本・製作）
- 映画『Wer wenn nicht wir』(2011年、アンドレス・ウェイエル監督。グドルンとベルンヴァルト・フェスパアの愛とその終わり、ドイツ赤軍前史を描く)